# Nils Nilsson Skum

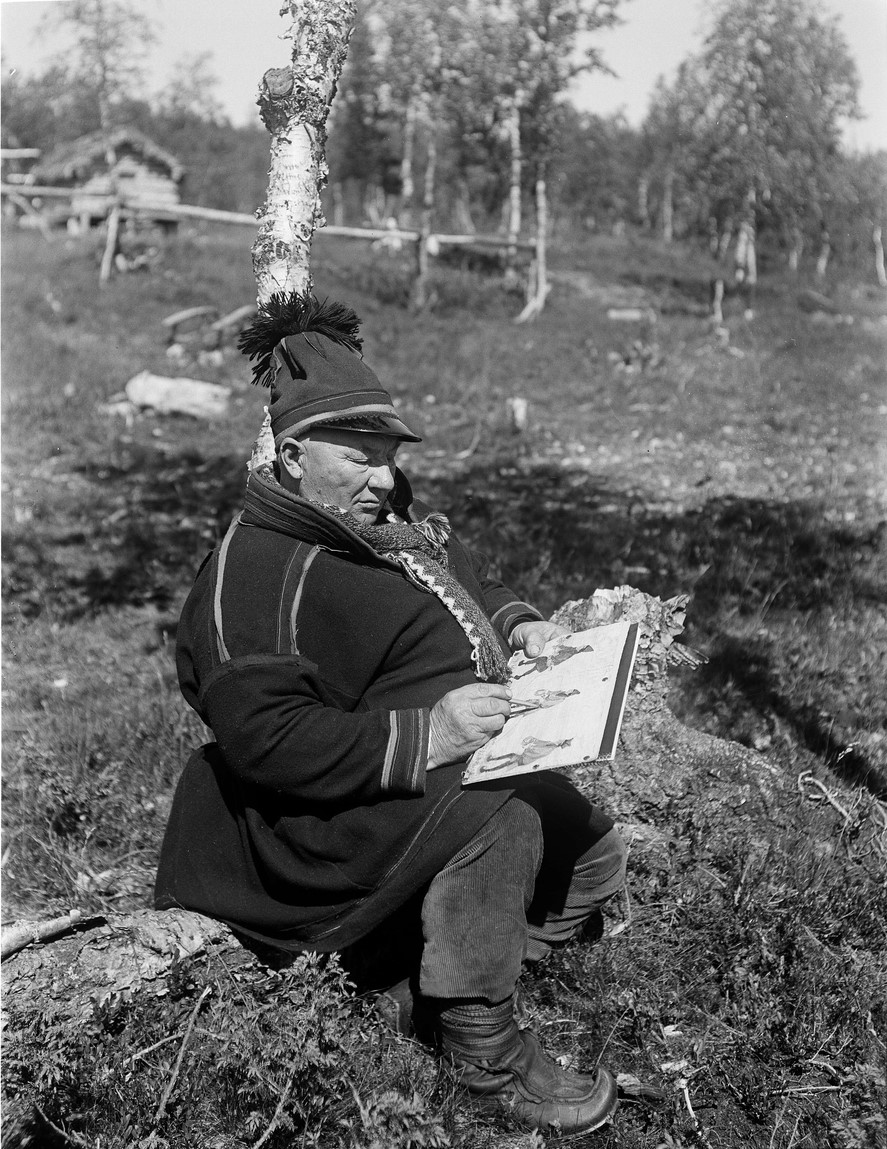
Nils Nilsson Skum, 1937

Nils Nilsson Skum (* 13. April 1872 zwischen Kautokeino und Gällivare; † 27. Dezember 1951 in Sijsjkasvare bei Gällivare) war einer der bekanntesten samischen Künstler des zwanzigsten Jahrhunderts.

## Leben und Werk
Nils Nilsson Skums Eltern, Nils Thomas Skum und Margareta Nilsdotter, waren nomadische Rentierpfleger und -züchter. Er wurde auf einer Wanderung zwischen Kautokeino und Gällivare geboren. Als Künstler war Nils Nilsson Skum Autodidakt. Er arbeitete hauptsächlich mit Bleistift und Pastellkreide, wobei sein Hauptmotiv die Rentierzucht und die Fjällnatur waren. Typisch für Skum war die äußerst detaillierte Wiedergabe der winzigen Motive in seinen Bildern. Die gesamte Rentierherde „fließt“ förmlich gleich Ameisen über die Landschaft, gefolgt von Rentierschlitten. Erst im Vergrößerungsglas erkennt man deutlich jedes einzelne Rentier und die Samen bei ihrer Kåta (hier Zelt). Skum arbeitete aber auch mit der traditionellen handwerklichen Kunst der Samen, wie Skulpturen und den hübsch verzierten samischen Messern.
Während der 1930er Jahre ließ er sich in Sjisjkasvare bei Gällivare nieder, nachdem seine Rentierherde durch eine Hungerkatastrophe stark dezimiert worden war. Dort richtete er sich sein Atelier ein, elektrischen Strom bekam er von einem eigenen Windkraftwerk. 1937 stellte er auf der Weltausstellung in Paris aus und erlangte dadurch weite Anerkennung. Skum schrieb auch zwei Bücher, die publiziert wurden, Sáme siida – samebyn, 1938 und Valla renar, 1955 (posthum).
Nils Nilsson Skum hinterließ über 3000 Zeichnungen, die heute überwiegend im Nordiska Museet in Stockholm und bei der Gemeinde Gällivare verwahrt werden.